# Teineteisel pool
Teineteisel pool är det tredje studioalbumet från den estländska sångerskan Birgit Õigemeel. Albumet gavs ut 19 november 2009. Det innehåller elva låtar och fyra av dem gavs ut som singlar. Låten "Sume intro" framförs tillsammans med Uku Suviste som även sjungit på Birgit Õigemeels andra studioalbum Ilus aeg.

## Låtlista
1. See öö – 4:19
2. Moonduja – 2:48
3. Teineteisel pool – 3:37
4. Lummus – 3:21
5. Kahe vahel – 3:44
6. Sa ära küsi – 4:41
7. Sume intro – 4:03 (med Uku Suviste)
8. Eestimaa suvi – 4:33
9. Kas tahad tulla minuga? – 3:58
10. Suudlus – 5:16
11. Viimast laulu ei saa laulda – 5:39